# 嶋田かおり
嶋田 かおり（しまだ かおり）は、漫画家。本名、嶋田 花央里。
1998年、秋田書店プリンセス新人漫画賞を受賞した『USOの法則』が「月刊プリンセス」（秋田書店）に掲載され、デビュー。主に秋田書店の少女漫画誌で執筆活動を行なっている。
荻原規子の勾玉三部作のイラストも公開している。

## 作品リスト
- ルウレ伝説
- SPECIALかもね?
- SAKURAちぇんじ!
- ミステイク?
- 約束の果て
- レジデント
- ○神さまでいこう!
- じじじの爺
- キバりすぎにご用心!
- まんがで読む仕事ナビ（1）／歌・音楽にかかわる仕事